# Équipe cycliste Motorola
‌
L'équipe cycliste Motorola, était une formation américaine de cyclisme professionnel sur route.

## Histoire
L'équipe Motorola est créée en 1991, sur la base de l'équipe cycliste 7 Eleven dont elle reprend l'ensemble de l'effectif. En plus des leaders Andy Hampsten et Steve Bauer, elle compte dans ses rangs l'Australien Phil Anderson, qui remporte à Quimper une étape du Tour de France. Quant à Bauer, il termine quatrième de Paris-Roubaix.
En 1992, Lance Armstrong débute dans le peloton professionnel, sous les couleurs rouge et bleu de Motorola.

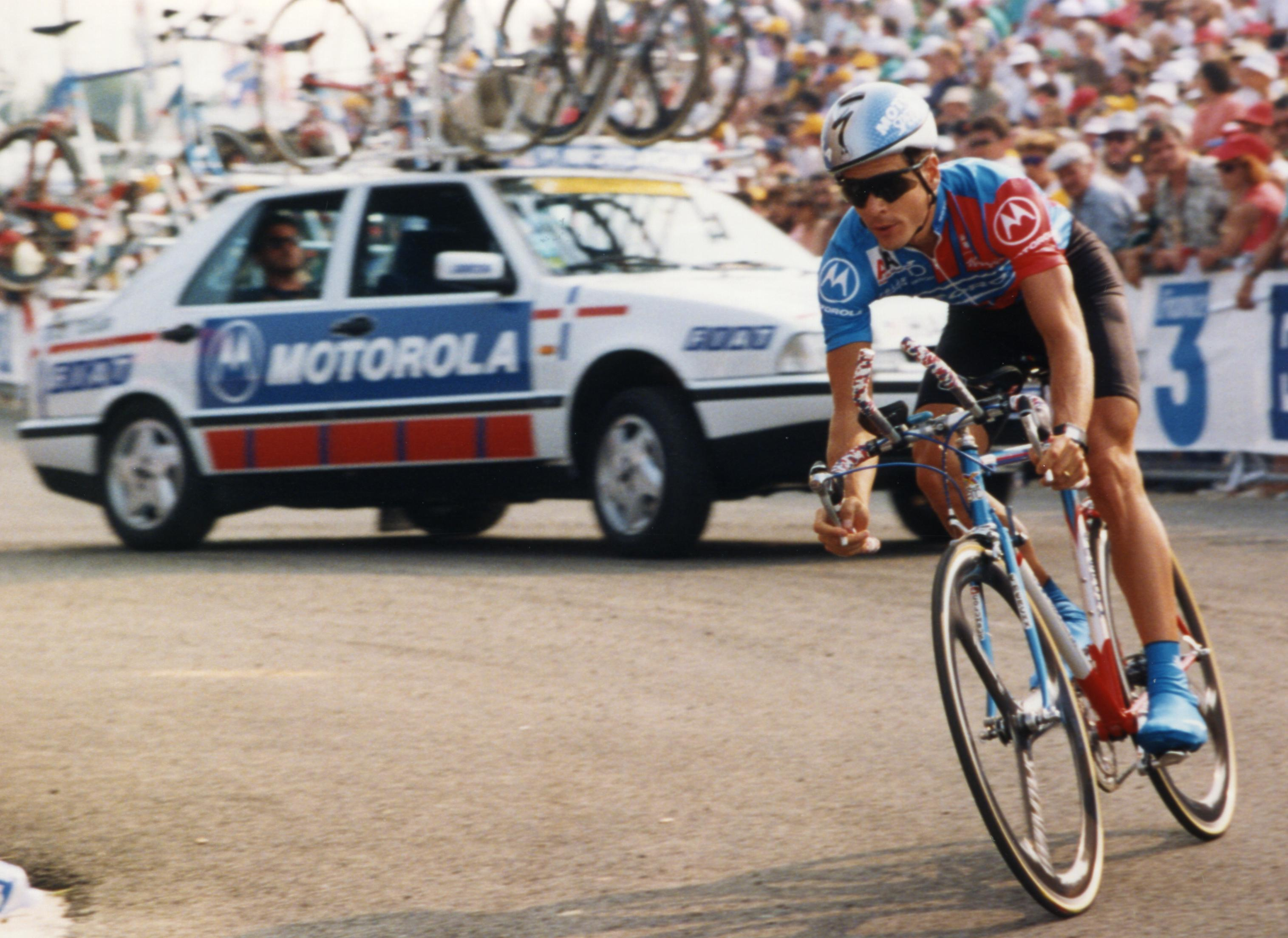
Andrew Hampsten au Prologue du Tour de France 1993.

L'équipe connaît son jour de gloire avec la victoire à l'Alpe d'Huez d'Andy Hampsten. Le leader américain de Motorola termine 4e du Tour de France.
En 1993, Armstrong remporte quelques belles victoires (champion des États-Unis, 1 étape du Tour de France) et surtout devient champion du monde de cyclisme sur route à Oslo. Álvaro Mejía termine 4e du Tour de France, notamment grâce au dévouement d'Hampsten à St Larry. Équipe de course à étapes - victoire au Tour de Galice, de Catalogne, de Grande-Bretagne et du Luxembourg -, Motorola se distingue aussi sur les courses d'un jour. C'est ainsi que Maximilian Sciandri termine 3e du Tour de Lombardie.
George Hincapie rejoint l'équipe en 1994, tandis qu'Andrew Hampsten la quitte à la fin de l'année pour un passage éphémère au sein de Banesto.
En 1995, Bobby Julich, Kevin Livingston, et Axel Merckx font leurs débuts chez Motorola. Cette même année, l'Italien Fabio Casartelli décède tragiquement dans la descente du col du Portet d'Aspet, lors d'une étape du Tour de France. En hommage, le lendemain, l'étape est neutralisée, et le peloton laisse l'équipe Motorola franchir seule en tête la ligne d'arrivée.
L'équipe change de directeur sportif en 1996 : l'ancien professionnel néerlandais Hennie Kuiper prend le poste. Deux Français, Laurent Madouas et Bruno Thibout, arrivent dans l'effectif.
L'équipe quitte le peloton professionnel à la fin de la saison 1996. Plusieurs coureurs, comme George Hincapie, continuent alors chez US Postal. Lance Armstrong, lui, s'en va chez Cofidis.

## Sponsor
- Motorola : Entreprise américaine spécialisée dans l'électronique et les télécommunications.

## Coureurs célèbres
| - Raúl Alcalá - Norman Alvis - Phil Anderson - Frankie Andreu - Lance Armstrong - Steve Bauer - Andy Bishop - Michael Carter - Fabio Casartelli - Michel Dernies | - Gordon Fraser - Andrew Hampsten - Ken Hashikawa - George Hincapie - Kai Hundertmarck - Bobby Julich - Ron Kiefel - Dag Otto Lauritzen - Kevin Livingston - Laurent Madouas | - Christophe Manin - Álvaro Mejía - Axel Merckx - Koos Moerenhout - Jesús Montoya - Andrea Peron - Bob Roll - Jan Schur - Maximilian Sciandri - Stephen Swart | - Bruno Thibout - John Tomac - Max van Heeswijk - Flavio Vanzella - Wiebren Veenstra - Jens Veggerby - Johnny Weltz - Sean Yates - Cezary Zamana - Michel Zanoli | - Urs Zimmermann |

## Liste des coureurs de l'équipe cycliste Motorola

### 1991-1992-1993-1994
| 1991Motorola - Norman Alvis - Phil Anderson - Frankie Andreu - Steve Bauer - Andy Bishop - Michael Carter - Nathan Dahlberg - Andrew Hampsten - Keith Harper - Ken Hashikawa - Ron Kiefel - Dag Otto Lauritzen - Scott McKinley - Bob Roll - Tom Schuler - John Tomac - Brian Walton - Sean Yates - Urs Zimmermann | 1992Motorola - Norman Alvis - Phil Anderson - Frankie Andreu - Lance Armstrong - Darren Baker - Steve Bauer - Thomas Bay - Andy Bishop - Michel Dernies - Andrew Hampsten - Ken Hashikawa - Ron Kiefel - Steve Larsen - Dag Otto Lauritzen - Ivan Luna - Greg Moens - Jan Schur - Maximilian Sciandri - Bjørn Stenersen - Brian Walton - Sean Yates - Michel Zanoli - Urs Zimmermann | 1993Motorola - Norman Alvis - Phil Anderson - Frankie Andreu - Lance Armstrong - Steve Bauer - Thomas Bay - Andy Bishop - Michel Dernies - Andrew Hampsten - Ken Hashikawa - George Hincapie - Kai Hundertmarck - Steve Larsen - Christophe Manin - Álvaro Mejía - Axel Merckx - Greg Moens - Jan Schur - Bjørn Stenersen - Sean Yates | 1994Motorola - Raúl Alcalá - Norman Alvis - Phil Anderson - Frankie Andreu - Lance Armstrong - Steve Bauer - Nathan Dahlberg - Michel Dernies - Gordon Fraser - Andrew Hampsten - George Hincapie - Kai Hundertmarck - Steve Larsen - Álvaro Mejía - Graeme Miller - Koos Moerenhout - Wayne Morgan - Kaspars Ozers - Gabriele Rampollo - Jan Schur - Brian Smith - Bjørn Stenersen - Stephen Swart - Max van Heeswijk - Jens Veggerby - Sean Yates |

### 1995-1996
| 1995Motorola - Frankie Andreu - Lance Armstrong - Steve Bauer - Fabio Casartelli - Michel Dernies - Gordon Fraser - George Hincapie - Bobby Julich - Kevin Livingston - Álvaro Mejía - Axel Merckx - Kaspars Ozers - Andrea Peron - Bjørn Stenersen - Stephen Swart - Max van Heeswijk - Wiebren Veenstra - Jens Veggerby - Johnny Weltz - Sean Yates - Cezary Zamana | 1996Motorola - Frankie Andreu - Lance Armstrong - Gordon Fraser - George Hincapie - Bobby Julich - Kevin Livingston - Laurent Madouas - Álvaro Mejía - Axel Merckx - Jesús Montoya - Kaspars Ozers - Andrea Peron - Greg Randolph - Maximilian Sciandri - Bruno Thibout - Max van Heeswijk - Flavio Vanzella - Sean Yates |  |  |